# ナンシー・C・アンドレアセン
ナンシー・C・アンドレアセン（Nancy Coover Andreasen、1938年 - ）は、アメリカの神経科学者、精神科医。 哲学博士、医学博士。アイオワ大学ロイ・J・ルシール・A.カーヴァー医学部アンドリュー・H.ウッズ精神医学研究所の部長である。かつてはルネサンス文学の教授であった。

## 研究
アンドレアセンはアイオワ精神保健臨床研究センターと精神医学的アイオワ脳画像協会の理事で、統合失調症では世界で最も権威のある一人である。精神病、とくに統合失調症の研究に脳画像の技術を取り入れた先駆者である。
アンドレアセンは組織と機能の画像技術を分析することで多重様式の画像を統合し革新的な手法を発展させる三次元画像技術に関するグループの代表である。有能な科学者で非凡な作家であるアンドレアセンには50人を超える若い科学者が師事していて、その多くは現在世界中で指導的な役割を果たしている。
彼女はDSM-IIIとDSM-IVの両方の特別委員会に参画し、統合失調症の陽性症状と陰性症状の評定に広く用いられる最初の尺度を開発して、疾病分類学と現象学に貢献した。
また、アンドレアセンの研究は言語、感情と創造的なプロセスの下敷きとなる脳のメカニズムについて洞察をもたらした。
彼女は創造力に関する初の大規模な経験的な研究を先導し、創造力と躁うつ病の間に初めて関係を認めた。

## 栄誉
彼女は、科学の大統領国家勲章を含めて多数の賞を取り、人文科学アメリカアカデミーと国立アカデミー医学研究所の選出されたメンバーである。
彼女は13年間この分野の主導的学術誌であるアメリカ精神医学ジャーナルの編集長として働いた。

## 著作・執筆
アンドレアセンは500以上の科学論文を著作または共同執筆し、また神経科学 、精神病と創造力について一般大衆を啓蒙する「脳三部作」を含めた15冊の本を出版した。
彼女の最近の本、「The Creating Brain：天才の神経科学」は、異常な創造力と普通の創造力の間の違いを含めた、創造力に対する遺伝子と環境が与える影響についての疑問を調べている。
アンドレアセンは、独創的芸術家と科学者の脳を調べることによって、独創的でない人と比較して独創的な人の脳内でどのようなメカニズムが働いているかを解明し、そしてより創造的になることに関心がある人がそれを達成するのを手伝いたいと考えている。

## 参照
1. ↑  http://www.amacad.org/news/andreasen.aspx